# Palace Theatre
El Palace Theatre es un teatro del West End, situado en la Ciudad de Westminster de Londres (Reino Unido). Su fachada de ladrillo rojo, detrás de una pequeña plaza, domina el lado oeste del Cambridge Circus, en la intersección de Shaftesbury Avenue y Charing Cross Road. El Palace Theatre tiene mil cuatrocientos asientos.
Richard D'Oyly Carte, el productor de las óperas de Gilbert y Sullivan, encargó el teatro a finales de la década de 1880. Diseñado por Thomas Edward Collcutt, pretendía ser la sede de la grand opéra inglesa. El teatro abrió sus puertas con el nombre de Royal English Opera House en enero de 1891 con una espléndida producción de la ópera de Arthur Sullivan Ivanhoe. Aunque esta ópera fue representada ciento sesenta veces y fue sustituida brevemente por La Basoche de André Messager, Carte no tenía otras obras preparadas para representar en el teatro, por lo que lo alquiló a Sarah Bernhardt durante una temporada y al cabo de un año lo vendió con pérdidas. Entonces fue transformado en un gran music hall y renombrado Palace Theatre of Varieties, que fue gestionado exitosamente primero por Sir Augustus Harris y posteriormente por Charles Morton. En 1897, el teatro empezó a proyectar películas como parte de su programa. En 1904, Alfred Butt fue nombrado director y siguió combinando los espectáculos de variedades con la proyección de películas. Herman Finck fue el director musical del teatro desde 1900 hasta 1920.
En 1925, se estrenó en el Palace Theatre la comedia musical No, No, Nanette, seguida por otros musicales, por los que el teatro se hizo célebre. Los hermanos Marx actuaron en el teatro en 1931, representando selecciones de sus espectáculos de Broadway. Desde su estreno en 1961, The Sound of Music fue representado 2385 veces en el teatro. Jesus Christ Superstar estuvo en cartelera desde 1972 hasta 1980, y Los miserables fue representado en el teatro durante diecinueve años, a partir de 1985. En 1983, Andrew Lloyd Webber compró el teatro y en 1991 ya lo había renovado. Monty Python's Spamalot estuvo en cartelera desde 2006 hasta enero de 2009, mientras que Priscilla, reina del desierto, fue estrenada en marzo de 2009 y cerró en diciembre de 2011. Entre febrero de 2012 y junio de 2013, el Palace albergó una producción de Cantando bajo la lluvia.
A partir de junio de 2016 se representó en el teatro la obra Harry Potter y el legado maldito, hasta que en marzo de 2020 las representaciones se suspendieron debido a la pandemia de COVID-19. La obra volvió a los escenarios el 14 de octubre de 2021, después de un descanso de diecinueve meses.

## Historia

### Primeros años

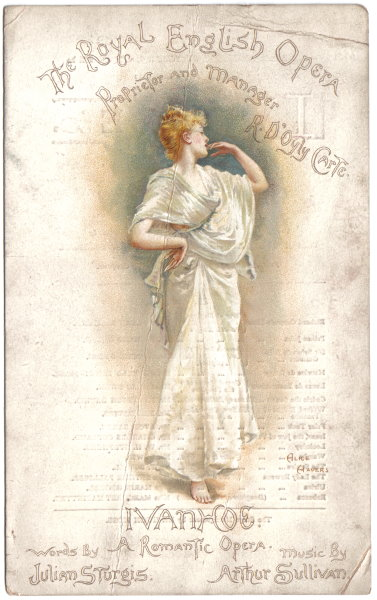
Portada del programa de Ivanhoe de la primera noche del teatro.

Encargado por el impresario Richard D'Oyly Carte a finales de la década de 1880, el teatro fue diseñado por Thomas Edward Collcutt. Carte pretendía que fuera la sede de la grand opéra inglesa, al igual que el Savoy Theatre se había construido como sede de la ópera cómica inglesa, empezando con la serie de óperas de Gilbert y Sullivan. La primera piedra, puesta por su esposa Helen en 1888, puede verse todavía en la fachada del teatro, casi al nivel del suelo, a la derecha de la entrada. El diseño del teatro fue considerado novedoso: los asientos más altos están sostenidos por pesados voladizos de acero empotrados en las paredes traseras, eliminando así la necesidad de pilares de apoyo que obstaculicen la vista del escenario. Todas las gradas, pasillos, escaleras y descansillos están construidos en hormigón para reducir el riesgo de incendio.
El teatro fue inaugurado con el nombre de Royal English Opera House en enero de 1891 con la ópera Ivanhoe de Arthur Sullivan. No se escatimaron gastos para hacer que fuera un éxito la producción, que incluía un elenco doble y «todo efecto imaginable de esplendor escénico». Fue representada ciento sesenta veces, pero cuando Ivanhoe cerró finalmente en julio, Carte no tenía ninguna obra nueva para sustituirla, y el teatro tuvo que cerrar. Una ópera no es suficiente para sostener un teatro de ópera. Fue, como señaló el crítico Herman Klein, «la mezcla más extraña de éxito y fracaso documentada en la historia de empresa lírica británica». Sir Henry Wood, que había sido répétiteur en la producción, recordó en su autobiografía que «[si] Carte hubiera tenido un repertorio de seis óperas en lugar de solo una, creo que habría establecido la ópera inglesa en Londres para siempre. Hacia el final de las representaciones de Ivanhoe yo ya estaba preparando El holandés errante con Eugène Oudin como protagonista. Hubiera estado magnífico. Sin embargo, hubo un cambio de planes y El holandés errante fue cancelado.»
El teatro reabrió sus puertas en noviembre de 1891 con La Basoche de André Messager (con David Bispham en su primera actuación en un escenario en Londres), primero alternándose en el repertorio con Ivanhoe y posteriormente solo La Basoche, que cerró en enero de 1892. Carte no tenía otras obras listas para representar, por lo que alquiló el teatro a Sarah Bernhardt durante una temporada y, tras meses de negociación, lo vendió con pérdidas a la nueva Palace Theatre Company, dirigida por Sir Augustus Harris. El arquitecto Walter Emden transformó entonces el teatro de ópera en un grandioso y ornamentado music hall, que fue renombrado Palace Theatre of Varieties. El programa de apertura de Harris incluía un espléndido ballet con música de Gaston Serpette, que fue muy elogiado. Harris contrató a algunos de los mejores artistas de variedades de la época, antes de ceder la gestión diaria del teatro a Charles Morton, conocido como el «padre de los music halls», cuyos biógrafos afirman:

Tratando de evitar los espectáculos de variedades y teatrales más pesados [...] el nuevo director encontró maneras para presentar programas de una extraordinaria diversidad. Además de contratar a muchas de las mayores estrellas de variedades [...] también consiguió a muchos cantantes distinguidos que hasta entonces habían limitado sus servicios a la plataforma de los conciertos. A su debido tiempo, Morton añadió al programa del Palace una serie de tableaux vivants muy bonitos y llamativos, que se convirtieron en la comidilla de Londres.

Después de que el London County Council negara el permiso para construir una galería, que era un elemento popular del entretenimiento para adultos en los teatros Empire y Alhambra, el Palace contraatacó con sus tableaux vivants con mujeres aparentemente desnudas, aunque se aseguraba a los espectadores que llevaban medias de color carne. En marzo de 1897, el teatro empezó a proyectar películas de la American Biograph Company como parte de su programa. Estas películas fueron pioneras en el formato de 70 mm, lo que permitió obtener una imagen extraordinariamente grande y clara que llenara el arco del proscenio. Las actuaciones incluían noticieros de todo el mundo, muchos de ellos realizados por el pionero del cine William Kennedy Dickson, incluidas imágenes de la segunda guerra bóer (1900). El Palace continuó proyectando películas como parte de sus programas de variedades y musicales.

### SigloXX
En 1904, Morton fue sucedido como director por su adjunto, Alfred Butt. Butt introdujo muchas innovaciones, incluidas bailarinas como Maud Allan, que causó sensación con su Visión de Salomé, y Anna Pávlova, y la elegante pianista y cantante Margaret Cooper. Oliver G. Pike estrenó en el teatro su primera película, In Birdland, en agosto de 1907. Esta fue la primera película británica de la vida salvaje proyectada a una audiencia previo pago. El 26 de febrero de 1909, el público general vio por primera vez el Kinemacolor en un programa de veintiún cortometrajes proyectados en el teatro.
El nombre del teatro fue cambiado a The Palace Theatre en 1911. Herman Finck fue su director musical desde 1900 hasta 1920, e hizo muchas grabaciones con la orquesta del teatro. El teatro era famoso no solo por su orquesta, sino también por las bellas Palace Girls («chicas del Palace»), para las cuales Finck compuso muchas danzas. En 1911, las Palace Girls representaron un número de canto y baile, que originalmente se llamó Tonight pero se hizo muy popular como una pieza instrumental romántica, titulada In The Shadows. En 1912, el teatro albergó la primera Royal Variety Performance del Reino Unido, encargada por el rey Jorge V y producida por Butt. Durante la Primera Guerra Mundial, el teatro representó revistas y Maurice Chevalier se dio a conocer a la audiencia británica. Después de la guerra, durante varios años el teatro fue usado principalmente para proyectar películas.
El 11 de marzo de 1925, se estrenó en el Palace Theatre la comedia musical No, No, Nanette, protagonizada por Binnie Hale y George Grossmith, Jr. Sus 665 representaciones la convirtieron en el tercer musical del West End con mayor tiempo en cartelera de la década de 1920. Princess Charming fue representada 362 veces a partir de 1926. El Palace Theatre también albergó The Girl Friend (1927) de Rodgers and Hart y el último musical de escenario de Fred Astaire, Gay Divorce (1933). Los hermanos Marx actuaron en el teatro en 1931, interpretando selecciones de sus espectáculos de Broadway. El teatro fue amenazado dos veces con la demolición a principios de la década de 1930, cuando recibió dos ofertas de 400 000 y 450 000 libras para la parcela. Una de estas ofertas era de una cadena estadounidense que propuso construir unos grandes almacenes en ella, pero los directores, liderados por C. B. Cochran, se negaron a vender.
En 1939 y 1940, Cicely Courtneidge y Jack Hulbert actuaron en el Palace en Under Your Hat, una historia de espías coescrita por Hulbert, con música y letra de Vivian Ellis, que fue representada 512 veces. Entre los musicales posteriores representados con éxito en el teatro destacan Song of Norway (1946, 525 representaciones), King's Rhapsody (1949, 841 representaciones), Where's Charley? (1958, 380 representaciones) y Flower Drum Song (1960), entre otros. The Entertainer, protagonizada por Laurence Olivier, se trasladó al teatro desde el Royal Court Theatre en 1957. En la década de 1960, The Sound of Music fue representado 2386 veces, a partir de su estreno en 1961, y Cabaret la sucedió en 1968, con 336 representaciones. La revista de Danny La Rue Danny at the Palace (1970) fue representada 811 veces.

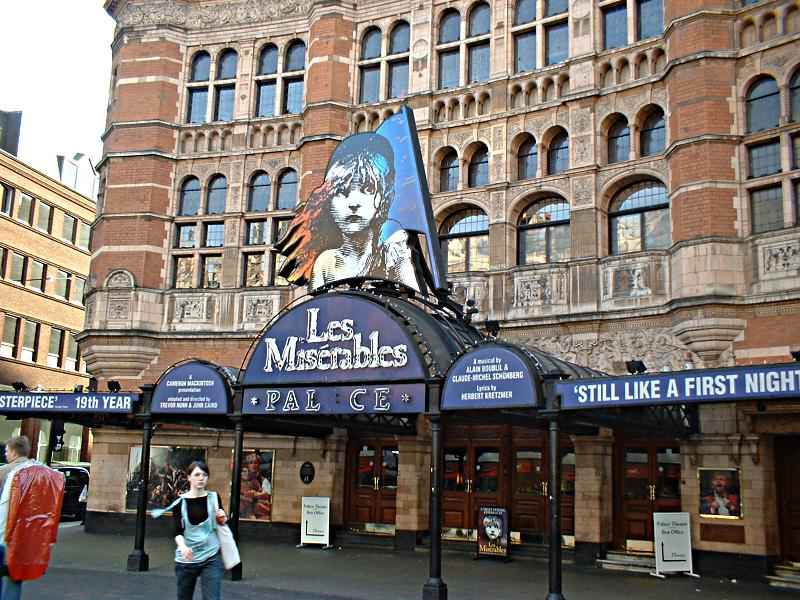
Los miserables fue representado en el Palace Theatre desde 1985 hasta 2004.

Durante las últimas décadas del siglo xx se representaron en el Palace dos musicales excepcionalmente exitosos: Jesus Christ Superstar (3358 representaciones entre 1972 y 1980) y Los miserables, que fue representada en el teatro durante diecinueve años después de trasladarse desde el Barbican Centre el 4 de diciembre de 1985. La producción se trasladó al Queen's Theatre en abril de 2004 para continuar su récord de representaciones. Entremedias, Song and Dance estuvo en cartelera desde 1982 hasta 1984. En 1983, Andrew Lloyd Webber compró el teatro por 1.3 millones de libras y emprendió una serie de renovaciones en el auditorio. También restauró la fachada del teatro, comentando posteriormente: «Retiré el enorme letrero de neón que desfiguraba el glorioso exterior de terracota, para disgusto de los productores del West End, que me dijeron que había retirado el anuncio de teatro más visible de Londres».

### SigloXXI

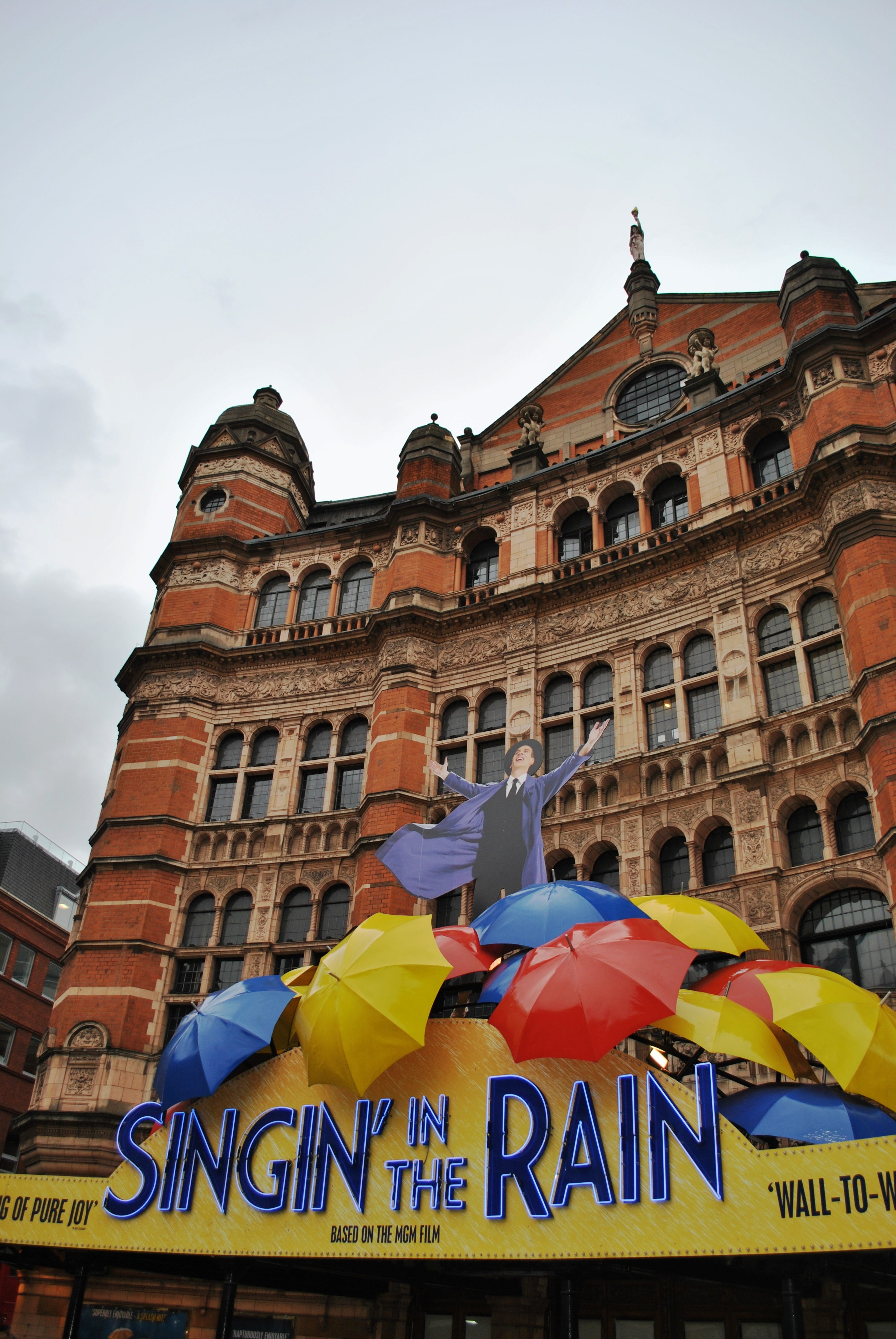
Cantando bajo la lluvia en el Palace Theatre.

Después de que Los miserables dejara el teatro en 2004, Lloyd Webber renovó y restauró el auditorio y la fachada principal del edificio, retirando la pintura que cubría el ónix y el mármol italiano. En ese mismo año Lloyd Webber estrenó en el Palace su musical The Woman in White, que estuvo en cartelera durante diecinueve meses. Monty Python's Spamalot fue estrenado en 2006 y estuvo en cartelera hasta 2009. Fue sustituido por Priscilla, reina del desierto, que fue representada hasta 2011. Cantando bajo la lluvia estuvo en cartelera desde 2012 hasta 2013, seguida por The Commitments desde 2013 hasta 2015.
Harry Potter y el legado maldito, una obra de dos partes escrita por Jack Thorne y basada en una historia original de Thorne, J. K. Rowling y John Tiffany, empezó sus preestrenos en el teatro el 7 de junio de 2016. Ambas partes fueron estrenadas oficialmente el 30 de julio. La producción fue suspendida en marzo de 2020 debido a la pandemia de COVID-19. El 14 de octubre de 2021 se reestrenó la obra tras un descanso de diecinueve meses.
El teatro fue declarado monumento clasificado de grado II* por English Heritage en junio de 1960. Es uno de los cuarenta teatros que aparecen en la serie documental de 2012 Great West End Theatres, presentada por Donald Sinden. En abril de 2012, el Really Useful Group de Lloyd Webber vendió el edificio a Nimax Theatres (Nica Burns y Max Weitzenhoffer). Nimax había comprado previamente los teatros Apollo, Duchess, Garrick y Lyric a Really Useful en 2005.

## En la cultura popular
En el serial del Doctor Who de 1977 The Talons of Weng-Chiang, el villano Li H'sen Chang se disfraza como un mago y ventrílocuo que actuaba en el Palace Theatre cuando el Doctor manda a Leela allí para que descubra las costumbres de sus antepasados victorianos. En la novela de 2004 Full Dark House de Christopher Fowler, tienen lugar una serie de crueles asesinatos en el Palace durante el Blitz en medio de una producción de Orfeo en los infiernos.